# アラブ・オープン大学
アラブ・オープン大学（あらぶ・おーぷんだいがく、英語: Arab Open University、公用語表記: الجامعة العربية المفتوحة）は、バーレーン、エジプト、ヨルダン、クウェート、レバノン、サウジアラビア、オマーンに本部を置くアラブ諸国の私立大学。2002年創立、2002年大学設置。大学の略称はAOU。

## 概要
2002年にクウェート、ヨルダン、レバノンにキャンパスを設置し開学。2003年にバーレーン、サウジアラビア、エジプトにキャンパスを設置した。近い将来オマーンにもキャンパスを設置する予定である。